# DJGPP
DJGPP (DJ's GNU Programming Platform), in informatica, è un ambiente di sviluppo a 32 bit per processori 386 con sistema operativo DOS o Windows.
Il nucleo di DJGPP consiste nel porting dei GNU Compiler Collection a DOS, mentre la libreria standard C è stata scritta dal creatore e principale sviluppatore DJ Delorie. 
Presentando un'interfaccia molto vicina a ANSI C e POSIX, è considerato un ottimo strumento didattico per imparare i linguaggi C e C++ e imparare a sviluppare software per Unix in ambiente DOS e Windows.